# Occoneechee Speedway
L'Occoneechee Speedway è stato un circuito motoristico situato ad Hillsborough, nella Carolina del Nord, inaugurato nel 1947 e dismesso nel 1968.

## Storia
L'Occoneechee Speedway inizialmente era una pista sterrata dove far correre i cavalli, lunga mezzo miglio, costruita dal generale Julian Carr nella fattoria di Occoneechee alla fine del XIX secolo. Il tracciato rimase così fino alla metà degli anni '40, quando Bill France Sr. notò la pista mentre pilotava il suo aereo e vide del potenziale nell'espanderla per farla entrare nel circuito NASCAR. France acquistò la proprietà da Carr nel gennaio del 1948 e, 5 mesi dopo, la prima gara prese il via.
Con l'aumentare della popolarità della pista, aumentarono anche le proteste dei cittadini e delle chiese locali di Hillsborough. Molti pensavano che le gare di domenica fossero irrispettose e che il rumore delle macchine fosse troppo forte, France decise che la gara del 1968 sarebbe stata l'ultima sul circuito. Il Talladega Superspeedway, aperto un anno dopo, sostituì Occoneechee nel calendario. Sul tracciato dal 1949 al 1968, in 20 stagioni, vennero disputate 32 gare della NASCAR Sprint Cup Series.
Ad oggi, l'Occoneechee Speedway è l'ultimo circuito sterrato della prima stagione NASCAR ad essere, in buona parte, conservato e visitabile.

## Albo d'oro

### NASCAR
Tutti i vincitori erano  americani
| Anno | Data         | Pilota           | Costruttore | Distanza |
| ---- | ------------ | ---------------- | ----------- | -------- |
| 1949 | 7 agosto     | Bob Flock        | Oldsmobile  | 200 mi   |
| 1950 | 13 agosto    | Fireball Roberts | Oldsmobile  | 100 mi   |
| 1950 | 29 ottobre   | Lee Petty        | Plymouth    | 175 mi   |
| 1951 | 15 aprile    | Fonty Flock      | Oldsmobile  | 95 mi    |
| 1951 | 7 ottobre    | Herb Thomas      | Hudson      | 150mi    |
| 1952 | 8 giugno     | Tim Flock        | Hudson      | 100 mi   |
| 1952 | 12 ottobre   | Fonty Flock      | Oldsmobile  | 150 mi   |
| 1953 | 9 agosto     | Curtis Turner    | Oldsmobile  | 100 mi   |
| 1954 | 18 aprile    | Herb Thomas      | Hudson      | 100 mi   |
| 1955 | 27 marzo     | Kim Paschal      | Oldsmobile  | 100 mi   |
| 1955 | 30 ottobre   | Tim Flock        | Chrysler    | 100 mi   |
| 1956 | 13 maggio    | Buck Baker       | Chrysler    | 90 mi    |
| 1956 | 30 settembre | Fireball Roberts | Ford        | 99 mi    |
| 1957 | 24 marzo     | Buck Baker       | Chevrolet   | 99 mi    |
| 1958 | 23 marzo     | Buck Baker       | Chevrolet   | 99 mi    |
| 1958 | 28 settembre | Joe Eubanks      | Pontiac     | 99 mi    |
| 1959 | 1º marzo     | Curtis Turner    | Ford        | 99 mi    |
| 1959 | 20 settembre | Lee Petty        | Plymouth    | 99 mi    |
| 1960 | 29 maggio    | Lee Petty        | Plymouth    | 99 mi    |
| 1960 | 18 settembre | Richard Petty    | Plymouth    | 99 mi    |
| 1961 | 2 aprile     | Cotton Owens     | Pontiac     | 149 mi   |
| 1961 | 29 ottobre   | Joe Weatherly    | Pontiac     | 99 mi    |
| 1962 | 18 marzo     | Rex White        | Chevrolet   | 149 mi   |
| 1963 | 10 marzo     | Junior Johnson   | Chevrolet   | 150 mi   |
| 1963 | 27 ottobre   | Joe Weatherly    | Pontiac     | 150 mi   |
| 1964 | 12 aprile    | David Pearson    | Dodge       | 150 mi   |
| 1964 | 20 settembre | Ned Jarrett      | Ford        | 150 mi   |
| 1965 | 14 marzo     | Ned Jarrett      | Ford        | 150 mi   |
| 1965 | 24 ottobre   | Dick Hutcherson  | Ford        | 101 mi   |
| 1966 | 18 settembre | Dick Hutcherson  | Ford        | 150 mi   |
| 1967 | 17 settembre | Richard Petty    | Plymouth    | 150 mi   |
| 1968 | 15 settembre | Richard Petty    | Plymouth    | 150 mi   |